# Neillia sinensis
Neillia sinensis är en rosväxtart som beskrevs av Daniel Oliver. Neillia sinensis ingår i släktet klockspireor, och familjen rosväxter.

## Underarter
Arten delas in i följande underarter:
- N. s. caudata
- N. s. duclouxii

## Bildgalleri

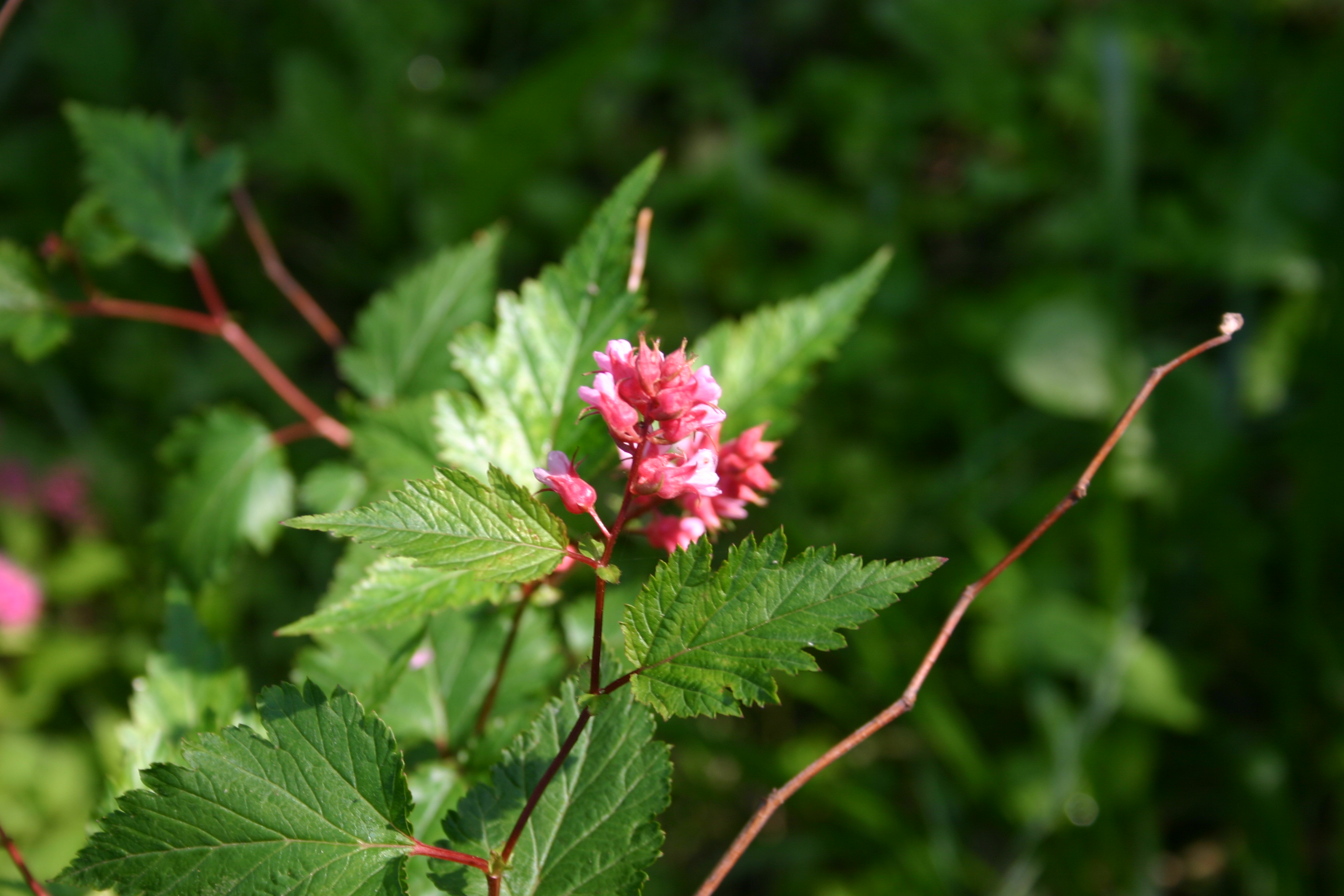
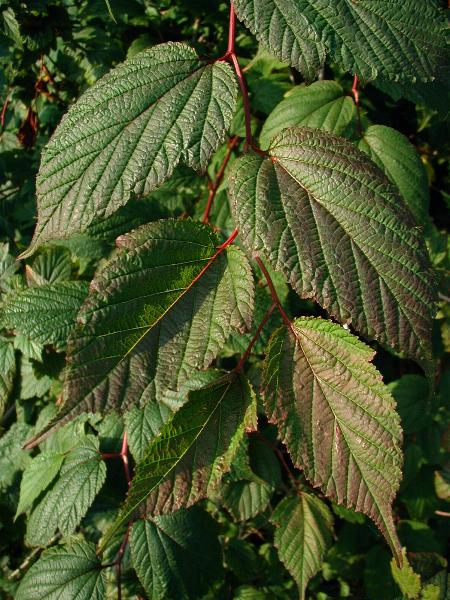
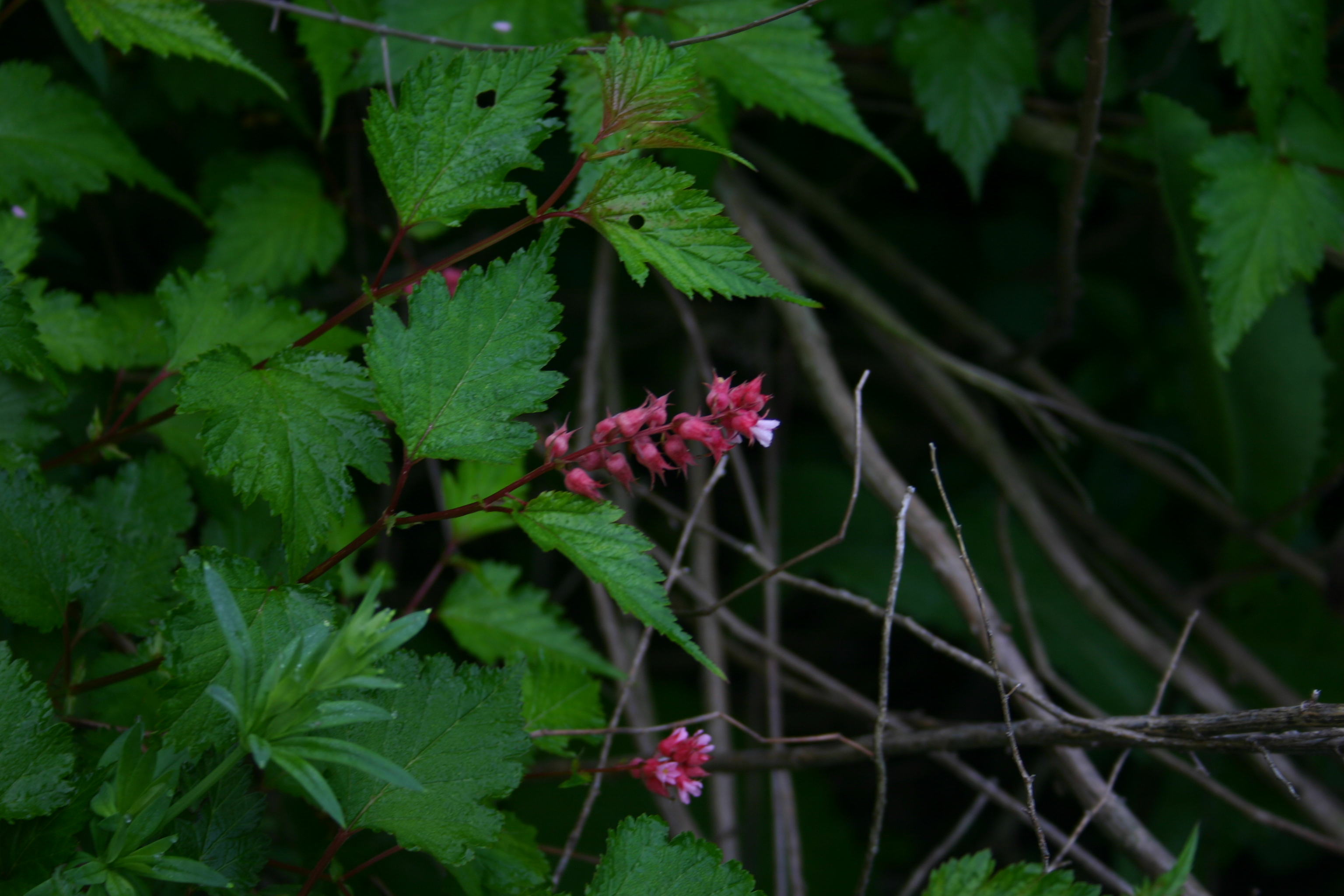